# Rat bike

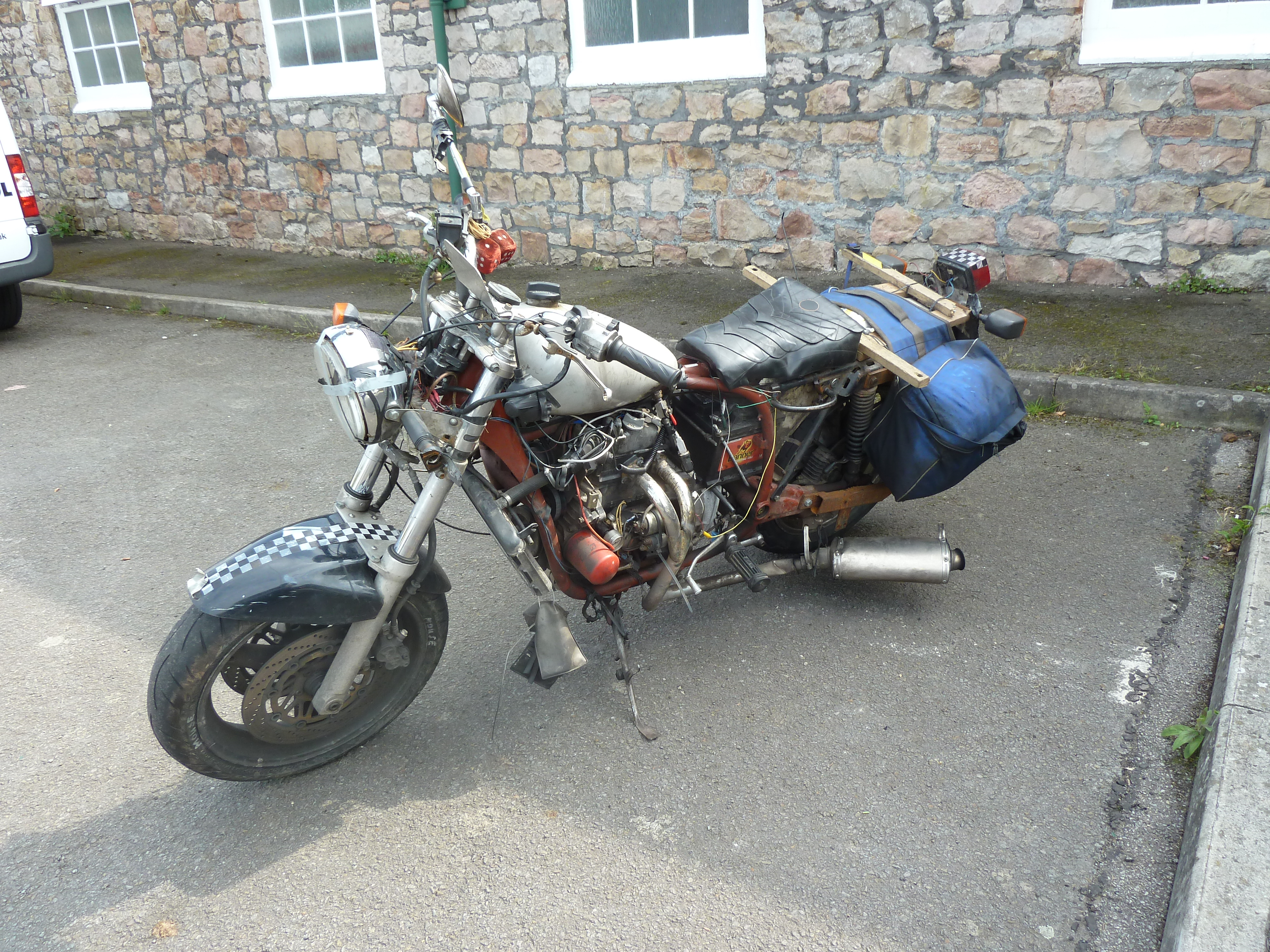

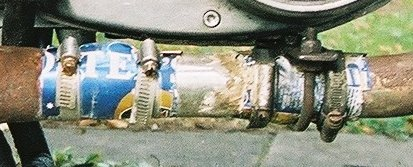
Przykład naprawy Rat bike poprzez połączenie kolektora wydechowego z tłumikiem za pomocą metalowych opasek zaciskowych

Rat bike – motocykle zniszczone przez upływ czasu, lecz ciągle wykorzystywane do jazdy z uwzględnieniem jak najmniejszego wkładu pracy i poniesionych kosztów na naprawy.
Koncepcja wykorzystywania motocykla przez jak najdłuższy czas poświęcając mu jak najmniej czasu i środków finansowych. Wszelkie naprawy w miarę możliwości są improwizacją z wykorzystaniem różnych niestandardowych elementów często pochodzącymi ze złomu.
Większość rat bike’ów pomalowana jest na czarny mat chociaż nie jest to wymóg i często spotykane są kolory khaki czy też motocykle pokryte rdzą.